# Delphinium keminense
Delphinium keminense är en ranunkelväxtart som beskrevs av Pakhomova. Delphinium keminense ingår i släktet storriddarsporrar, och familjen ranunkelväxter. Inga underarter finns listade i Catalogue of Life.